# Proussy
Proussy est une ancienne commune française, située dans le département du Calvados en région Normandie, devenue le 1er janvier 2016 une commune déléguée au sein de la commune nouvelle de Condé-en-Normandie.
Elle est peuplée de 372 habitants.

## Géographie
La commune est aux confins de la Suisse normande et du Bocage virois. L'atlas des paysages classe la plus grande partie du territoire sur le synclinal bocain dont les paysages aux « larges panoramas » sont caractérisés par « de hautes terres partagées entre bois et bocage éclairci. ». Proussy y forme un appendice sud-est inséré entre l'unité du bassin de Vire caractérisée par « un moutonnement de basses collines schisteuses […] ordonnées en bandes alignées à l’est », sur une frange ouest, et celle de la Suisse normande caractérisée par « un relief particulièrement vigoureux » aux paysages « parmi les plus emblématiques de l’image touristique de la région », sur une frange est. Son bourg est à 4,5 km au nord de Condé-sur-Noireau, à 13 km à l'est de Vassy et à 16 km sud de Thury-Harcourt.
Le bourg de Proussy est relié au centre-ville de Condé-sur-Noireau par la départementale no 36 qui se prolonge au nord vers Cauville et Caen. Il est accessible également par la D 36a et la D 256 qui le relient à l'est à la D 562 (ancienne route nationale 162 Caen-Angers, passant par Condé-sur-Noireau et Flers). Le GR 221 traverse la commune.
Le territoire est principalement disposé sur deux vallons rejoignant la Druance qui sert de limite avec Condé-sur-Noireau et Saint-Germain-du-Crioult au sud-ouest. Le ruisseau la Jeannette arrose le vallon ouest, tandis que le vallon est, où est situé le bourg, est occupé par celui des Goulandes. Les Monts culminent entre les deux à 231 mètres, mais les hauteurs de la commune se situent en limite nord, le point culminant (256 m) surplombant la carrière de la Haute Bruyère, sur une pente qui atteint 262 m sur la commune de La Villette voisine. Le point le plus bas (82 m) est à la sortie de la Druance du territoire, au sud.
Le climat est océanique, comme dans tout l'Ouest de la France. La station météorologique la plus proche est Caen-Carpiquet, à 35 km. La Suisse normande et le Bocage virois s'en différencient toutefois pour la pluviométrie annuelle qui, à Proussy, avoisine les 900 mm.
| Saint-Pierre-la-Vieille (par un angle, comm. nouv. de Condé-en-Normandie) | La Villette, Clécy                                    | Clécy                      |
| Pontécoulant                                                              | Proussy                                               | Clécy, Saint-Denis-de-Méré |
| Saint-Germain-du-Crioult (comm. nouv. de Condé-en-Normandie)              | Condé-sur-Noireau (comm. nouv. de Condé-en-Normandie) | Saint-Denis-de-Méré        |

## Toponymie
La forme Proceium est attestée en 1180. Le toponyme serait issu de l'anthroponyme roman Procius.
Le gentilé est Proussien.

## Histoire
À partir du XIe siècle, la paroisse est partagée entre deux seigneuries : celle de Proussy et celle de Montbray.
Le 5 juillet 1872, le hameau de Passage-de-Pontécoulant est transféré de Proussy à Pontécoulant,.
Le 1er janvier 2016, Proussy intègre avec cinq autres communes la commune de Condé-en-Normandie créée sous le régime juridique des communes nouvelles instauré par la loi no 2010-1563 du 16 décembre 2010 de réforme des collectivités territoriales. Les communes de La Chapelle-Engerbold, Condé-sur-Noireau, Lénault, Proussy, Saint-Germain-du-Crioult et Saint-Pierre-la-Vieille deviennent des communes déléguées et Condé-sur-Noireau est le chef-lieu de la commune nouvelle.

## Politique et administration
| Période   | Période       | Identité            | Étiquette | Qualité                    |
| --------- | ------------- | ------------------- | --------- | -------------------------- |
| 1871      | 1905          | Pierre Radulph      |           |                            |
| 1905      | 1921          | Jules Radulph       | PAPF      | Député de 1936 à 1940      |
| 1929      | 1943          | Ernest Leprince     |           |                            |
| 1943      | 1945          | Eugène Lasséré      |           |                            |
| 1945      | 1947          | André Martin        |           |                            |
| 1947      | 1973          | Désiré Duchatellier |           |                            |
| 1973      | 1989          | Léon Nérou          |           |                            |
| 1989      | mars 2014     | Jean-Pierre Piel    | SE        |                            |
| mars 2014 | décembre 2015 | Lionel Lerch        | SE        | Chef d'entreprise retraité |

Le conseil municipal est composé de onze membres dont le maire et deux adjoints. Ces conseillers intègrent au complet le conseil municipal de Condé-en-Normandie le 1er janvier 2016 et Lionel Lerch devient alors maire délégué. Il est remplacé quelques jours plus tard par Patrice Mèche.

## Démographie
En 2021, la commune comptait 372 habitants. Depuis 2004, les enquêtes de recensement dans les communes de moins de 10 000 habitants ont lieu tous les cinq ans (en 2007, 2012, 2017, etc. pour Proussy) et les chiffres de population municipale légale des autres années sont des estimations.
Au premier recensement républicain, en 1793, Proussy comptait 1 013 habitants, population jamais atteinte depuis.
| 1793  | 1800 | 1806 | 1821 | 1831 | 1836 | 1841 | 1846 | 1851 |
| ----- | ---- | ---- | ---- | ---- | ---- | ---- | ---- | ---- |
| 1 013 | 968  | 957  | 906  | 916  | 866  | 849  | 867  | 800  |

| 1856 | 1861 | 1866 | 1872 | 1876 | 1881 | 1886 | 1891 | 1896 |
| ---- | ---- | ---- | ---- | ---- | ---- | ---- | ---- | ---- |
| 804  | 751  | 700  | 598  | 570  | 577  | 532  | 519  | 486  |

| 1901 | 1906 | 1911 | 1921 | 1926 | 1931 | 1936 | 1946 | 1954 |
| ---- | ---- | ---- | ---- | ---- | ---- | ---- | ---- | ---- |
| 435  | 434  | 420  | 388  | 370  | 355  | 377  | 343  | 376  |

| 1962 | 1968 | 1975 | 1982 | 1990 | 1999 | 2007 | 2012 | 2017 |
| ---- | ---- | ---- | ---- | ---- | ---- | ---- | ---- | ---- |
| 376  | 384  | 347  | 358  | 343  | 353  | 407  | 401  | 398  |

| 2019 | - | - | - | - | - | - | - | - |
| ---- | - | - | - | - | - | - | - | - |
| 388  | - | - | - | - | - | - | - | - |

## Lieux et monuments
- Église Notre-Dame du XVIe siècle.

## Personnalités liées à la commune

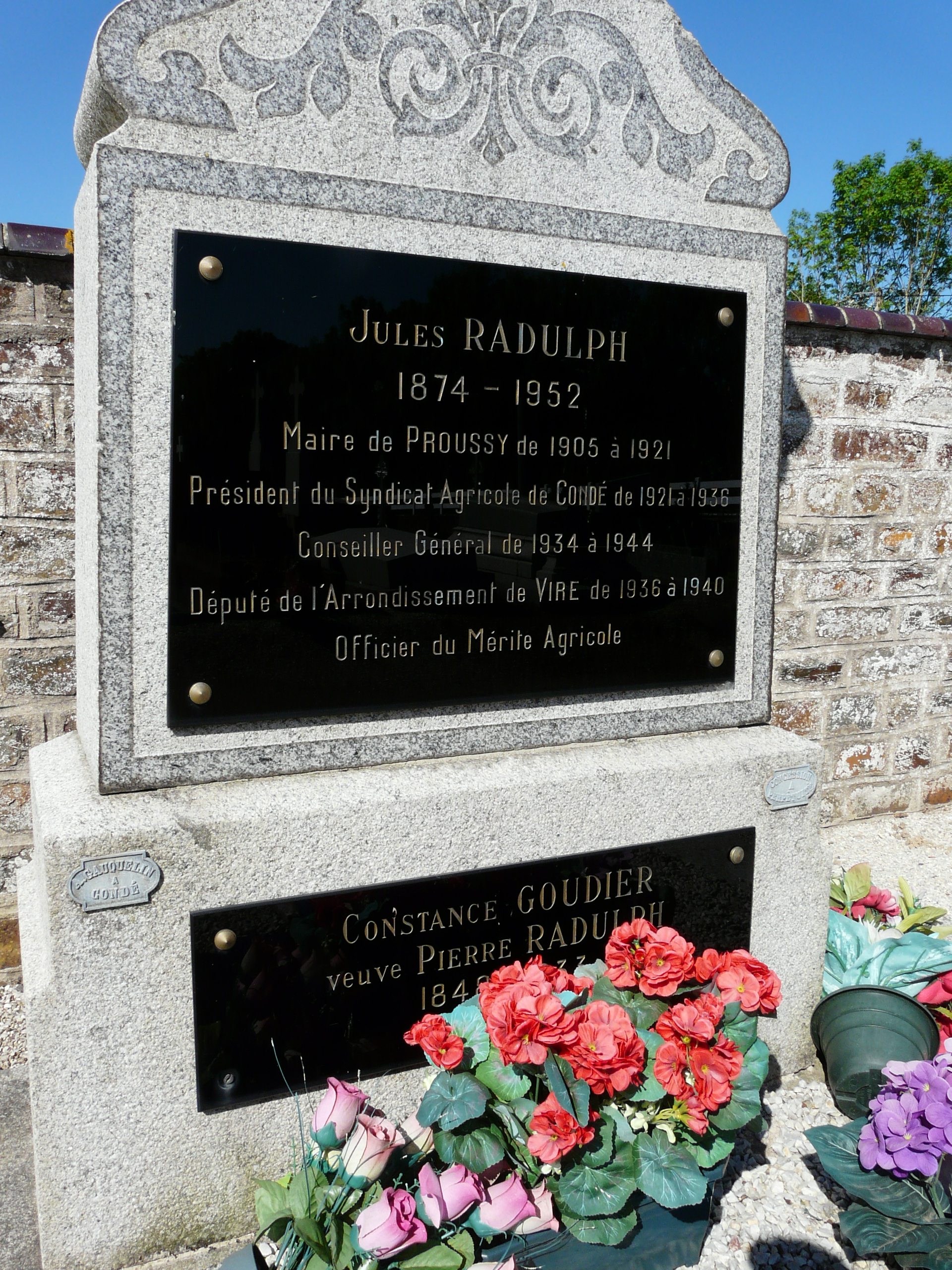
La tombe de Jules Radulph.

- Jules Radulph (1874 à Proussy - 1952 à Proussy), député du Calvados, maire de Proussy.